# Sue Townsend
Susan Lillian "Sue" Townsend (Leicester, 2 de abril de 1946 — Leicester, 10 de abril de 2014) foi uma escritora e roteirista inglesa muito conhecida por ser a autora da série de livros Adrian Mole.
Suas obras tendem a combinar comédia com comentários sociais embora ela tenha escrito basicamente dramas.

## Obras

### Coleção Adrian Mole
- O Diário Secreto de Adrian Mole aos 13 anos e ¾'  - no original The Secret Diary of Adrian Mole (1982)
- Adrian Mole na Crise da Adolescência - no original The Growing Pains of Adrian Mole (1984)
- As confissões de Adrian Mole & CA. - no original The True Confessions of Adrian Albert Mole (1989)
- Adrian Mole: From Minor to Major (1991)
- Os Anos Amargos de Adrian Mole - no original Adrian Mole: The Wilderness Years (1993)
- Adrian Mole - na idade do cappuccino - no original Adrian Mole: The Cappuccino Years (1999)
- Adrian Mole e as armas de destruição maciça - no original Adrian Mole and the Weapons of Mass Destruction (2004)
- Os diários perdidos de Adrian Mole - no original The Lost Diaries of Adrian Mole, 1999–2001 (2008)
- Adrian Mole: The Prostrate Years (2009)

### Outros romances
- A nova Conventry - no original Rebuilding Coventry (1988)
- A rainha e eu - no original The Queen and I (1992)
- Crianças fantasma - no original Ghost Children (1997)
- Número dez - no original Number Ten (2002)
- Queen Camilla (2006)
- A mulher que decidiu passar um ano na cama - no original The Woman Who Went to Bed for a Year (2012)

### Teatro
- Womberang (Soho Poly – 1979)
- The Ghost of Daniel Lambert (Leicester Haymarket Theatre, 1981) Teatro fechado em janeiro de 2006
- Dayroom (Croydon Warehouse Theatre, 1981)
- Captain Christmas and the Evil Adults (Phoenix Arts Theatre, 1982) agora conhecido como o Phoenix Arts Centre
- Bazaar and Rummage (Royal Court Theatre, 1982)
- Groping for Words (Croydon Warehouse, 1983)
- The Great Celestial Cow (Royal Court Theatre and tour, 1984)
- The Secret Diary of Adrian Mole aged 133⁄4-The Play (Leicester Phoenix, 1984) agora conhecido como Phoenix Arts Centre
- Ear Nose And Throat (National large scale tour Good Company Theatre Productions, 1988)
- Disneyland it Ain't (Royal Court Theatre Upstairs, 1989)
- Ten Tiny Fingers, Nine Tiny Toes (Library Theatre, Manchester, 1989)
- The Queen and I (Vaudeville Theatre, 1994; excursionou pela Austrália no verão 1996 as The Royals Down Under)

### Não Ficção
- Mr Bevan's Dream: Why Britain Needs Its Welfare State (1989)
- The Public Confessions of a Middle-Aged Woman (2001)